# 1-бром-3-хлор-5,5-диметилгидантоин
1-бром-3-хлор-5,5-диметилгидантоин (BCDMH) —  органическое соединение, производное гетероциклического соединения диметилгидантоина. Это белое кристаллическое вещество с лёгким запахом брома и ацетона, практически нерастворимое в воде, но растворимое в ацетоне.

## Механизм действия
BCDMH — прекрасный источник хлора и брома, так как он медленно реагирует с водой с образованием хлорноватистой кислоты и гипобромной кислоты. Он используется как химический дезинфицирующий агент для очистки питьевой воды. Исходный BCDMH реагирует с водой:
BrClR + 2 H2O → HOBr + HOCl + RH2
(R — диметилгидантоин)
Гипобромная кислота частично диссоциирует в воде:
HOBr → H+ + OBr−
Гипобромная кислота окисляет субстраты, восстанавливаясь при этом до бромид-иона:
HOBr + живые патогены → Br− + мёртвые патогены
Бромид-ионы оксисляются хлорноватистой кислотой, образовавшейся при растворении BCDMH:
Br− + HOCl → HOBr + Cl−
Таким образом образуется дополнительная гипобромная кислота. Однако и сама хлорноватистая кислота может выступать в роли дезинфицирующего вещества.